# Atylotus fairchildi
Atylotus fairchildi är en tvåvingeart som beskrevs av Travassos Santos Dias 1984. Atylotus fairchildi ingår i släktet Atylotus och familjen bromsar.
Artens utbredningsområde är Portugal. Inga underarter finns listade i Catalogue of Life.